# Parque de Marchalenes
El parque de Marchalenes es un parque público de Valencia (España), situado al norte de la ciudad, en el barrio del mismo nombre, que pertenece al distrito de La Zaidía. 
Su realización fue fruto de la larga reivindicación de la Asociación de Vecinos de Marchalenes de esta zona del barrio, que calificada como zona urbanizable se logró recalificar como zona verde. Su área total es aproximadamente de 8 hectáreas entre las calles de San Pancracio, Luis Crumiere, Poeta Fernández Heredia, Reus y Periodista Llorente. Está comunicado por la línea 4 del tranvía que para en la Estación de Marchalenes y en la Estación de Reus.

## Paisajismo

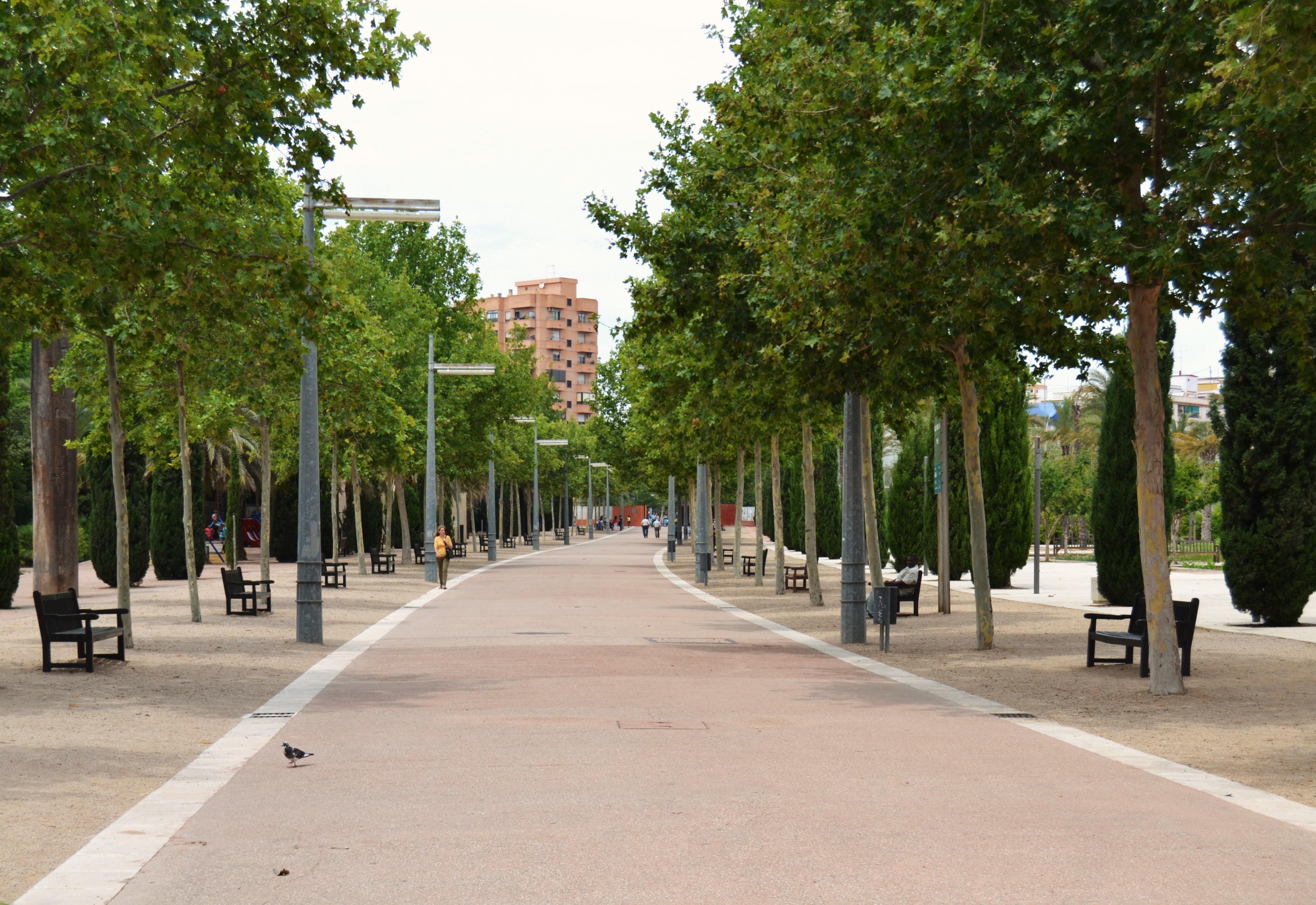
Paseo del Ferrocarril dentro del parque de Marchalenes.

La mayor parte del parque está ocupado por una arboleda cuyos paseos están dedicados a cada uno de estos árboles: palmera, algarrobo, olivo, almer, roble, fresno, olmo, carrasca, chopo, pino y sauce.
Otra sección alberga diferentes espacios que fueron rehabilitados durante la construcción, entre los años 1998 y 2001, las alquerías de Barrinto, del Foraster, de Luna, de Boro Baus y de Félix, así como la primera estación de ferrocarril metropolitano de Valencia (que hoy en día alberga el centro de actividades para persones mayores de Marxalenes) y una antigua fábrica de aceite.
En la tercera sección del parque hay diversos espacios deportivos pertenecientes al polideportivo municipal de Marchalenes.